# Raffles Place

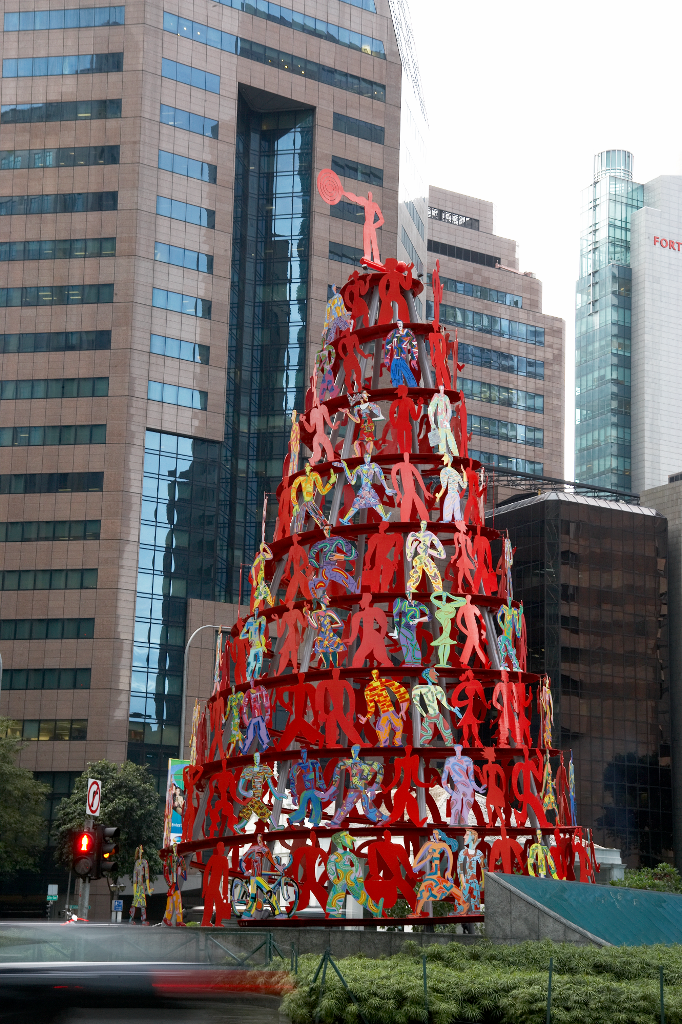
Momentum, sculpture de David Gerstein à Raffles Place.

Raffles Place est le centre du quartier d'affaires de Singapour, la Central Area. Il est situé au sud de la rivière Singapour.